# Goxhill (East Riding of Yorkshire)
Goxhill – osada w Anglii, w hrabstwie East Riding of Yorkshire. Leży 19 km na północny wschód od miasta Hull i 264 km na północ od Londynu.